# Quand c'est?
Quand c'est is een nummer van de Belgische artiest Stromae uit 2015. Het is de zevende en laatste single van zijn succesvolle tweede studioalbum Racine carrée.
"Quand c'est" is een lied tegen kanker. Stromae speelt in de tekst met het feit dat de uitspraak van “quand c’est” en “cancer” in het Frans op elkaar lijken. Hierdoor vermengen zich de woorden “kanker” (cancer) en “wanneer is het?” (Quand c’est?). In de videoclip van het nummer wordt de ziekte uitgebeeld als een gitzwart monster. Stromae probeert in de clip aan het monster te ontsnappen, maar wordt uiteindelijk toch door hem overmeesterd. De clip, die in één dag al 3,5 miljoen keer bekeken werd, is opgenomen in Seraing bij Luik.
Het nummer haalde de 39e positie in de Vlaamse Ultratop 50. In Nederland haalde het de 21e positie in de Tipparade.